# Bourret
Bourret ist eine französische Gemeinde mit 974 Einwohnern (Stand: 1. Januar 2022) im Département Tarn-et-Garonne in der Region Okzitanien. Die Gemeinde gehört zum Arrondissement Montauban und zum Kanton Beaumont-de-Lomagne (bis 2015: Kanton Verdun-sur-Garonne). Die Einwohner werden Bourretois genannt.

## Geographie
Bourret liegt etwa 16 Kilometer südwestlich von Montauban an der Garonne, in die hier die Tessonne einmündet. Umgeben wird Bourret von den Nachbargemeinden Cordes-Tolosannes im Norden und Nordwesten, Escatalens im Norden und Nordosten, Montech im Osten, Mas-Grenier im Süden, Saint-Sardos im Südosten sowie Montaïn im Westen.
| Jahr      | 1962 | 1968 | 1975 | 1982 | 1990 | 1999 | 2006 | 2013 |
| --------- | ---- | ---- | ---- | ---- | ---- | ---- | ---- | ---- |
| Einwohner | 623  | 572  | 585  | 570  | 571  | 556  | 673  | 835  |

## Sehenswürdigkeiten
- Die Pont suspendu de Bourret, eine Stahlseilbrücke nach dem System Gisclard über die Garonne, Monument historique seit 1994